# شاري أريسون
شاري أريسون (بالعبرية: שרי אריסון) (بالإنجليزية: Shari Arison)‏ سيدة أعمال أمريكية إسرائيلية من عائلة أريسون الثرية . وهي مدير الشركة القابضة «استثمارات أريسون» التي تملك تحتها العديد من الشركات والأعمال أهمها بنك هبوعليم، وحسب مجلة فوربس هي اثرى سيدة في الشرق الأوسط.

## وصلات خارجية
- الموقع الإلكتروني